# Lymfsjukdom
Lymfsjukdomar är en klass sjukdomar som direkt påverkar lymfsystemet i kroppen.
Exempel inkluderar Castlemans sjukdom (godartad tillväxt av lymfkörtlar) och lymfödem.

## Lymfom
Är cancer i lymfkörtlarna och orsakas av en överväxt av vita blodkroppar.

## Lymfadenit
Lymfadenit är inflammation av lymfkörteln och beror vanligen på en infektion (som inte behöver sitta i själva lymfkörteln). Symptom inkluderar svullnad och/eller rodnad rund lymfkörteln.

## Lymfangit
Lymfangit är inflammation av lymfkärlen. Symptomen inkluderar vanligen svullnad med rodnad, värme, smärta och röda stråk kring det drabbade området.

## Lymfödem
Lymfödem är kronisk ansamling av lymfvätska i vävnaden. Det börjar vanligen i fötterna eller underbenen (på grund av gravitationen). Kan vara komplikation till kirurgiskt ingrepp, bland annat efter utrymning av lymfkörtlar vid bröstcancerkirurgi. 

## Lymfocytos
Lymfocytos är onormalt högt antal lymfocyter i blodet. Det kan orsakas av infektion (normalt immunologiskt svar). Mindre vanliga orsaker är leukemi, lymfom, lymfödem eller autoimmun sjukdom.